# آشور ريش إيشي الثاني
آشور ريش إيشي الثاني هو الملك ال96 لآشور من القرن 9 ق م، حسب قائمة ملوك آشور ذكرت أنه حكم لمدة 4 سنوات، من سنة 971 إلى سنة 967 ق م. خلف الحكم من والده آشور رابي الثاني، استمر هذا الملك بمحاربته للآراميين. خلفه في الحكم إبنه تغلث فلاسر الثاني.